# Liebeskadetten
Liebeskadetten (Originaltitel: Flirtation Walk) ist ein US-amerikanischer Liebesfilm mit musikalischen Elementen von Frank Borzage aus dem Jahre 1934. Das Drehbuch basiert auf einer Idee von Louis F. Edelman und Delmer Daves. Die Premiere des Films fand am 28. November 1934 statt. In Deutschland wurde der Film bislang weder im Kino noch im Fernsehen gezeigt.

## Handlung
Richard Palmer Grant Dorcy ist Soldat in der US Army. Er wird „Canary“ genannt und ist auf Hawaii stationiert. Mit seinem Vorgesetzten Sergeant Scrapper Thornhill hat er häufig Meinungsverschiedenheiten. Richard hat seine Probleme damit, Befehle zu erhalten und zu befolgen, dennoch will er keine Offizierslaufbahn einschlagen. Als General Fitts auf der Insel ankommt, wird Dick damit beauftragt, dessen Tochter Kit zu dem Empfang zu fahren. Die beiden, angeregt durch das romantische Mondlicht, fahren jedoch nicht zum Empfang, sondern besuchen ein Lūʻau-Fest der Einheimischen. Dort werden sie von Leutnant Biddle, der selber in Kit verliebt ist, in inniger Umarmung ertappt, der Richard tadelt, er könne damit Kits Ruf schaden.
Richard entscheidet sich, die Army zu verlassen. Der Sergeant bittet Kit, die Angelegenheit wieder zu bereinigen. Um Richard an der Quittierung des Dienstes abzuhalten, erzählt sie ihm, dass sie ihn nicht liebe, die Umarmung sei ein spontaner Impuls gewesen. Richard fühlt sich nun angestachelt mit Leutnant Biddle gleichzuziehen und schreibt sich, zu Thornhills Erleichterung, an der Militärakademie West Point ein. General Fitts ist der leitende Verwaltungsoffizier für Richards Jahrgang.
Die anderen Soldaten fühlen sich zu Kit hingezogen, doch Richard bleibt ihr gegenüber kalt. Als er erfährt, dass Kit an der Theateraufführung für eine Akademiefeier, für die er das Drehbuch geschrieben hat, teilnimmt, schreibt er die Geschichte des Stücks um. Er lässt einen weiblichen General auftreten, um damit Kit eine Nachricht zu übermitteln. Nach der ersten Probe spaziert Kit mit ihm über den „Flirtation Walk“, und versucht, ihm ihre wahren Gefühle mitzuteilen. Doch Richard ist zu aufgeregt um ihr zuzuhören. Zurück auf der Bühne küsst er sie während einer Liebesszene, dabei sagt sie ihm, dass sie ihn liebe.
General Fitts gibt die Verlobung seiner Tochter mit Leutnant Biddle bekannt. Der irritierte Richard sucht Kit nach dem Zapfenstreich auf, um ihr die Hochzeit auszureden. Er wird erwischt und will Kits Ruf schützen, indem er die Akademie verlässt. Thornhill kommt in West Point an und ist von Richards Vorhaben überrascht. Doch als Biddle ihm mitteilt, dass sein Rücktrittsgesuch abgelehnt wurde. Zudem habe Kit ihm den Verlobungsring zurückgeschickt. Richard ist nun ein glücklicher Mann als Akademieabsolvent und mit Kit an seiner Seite.

## Hintergrund
Die Produktion von „First National Pictures“ wurde an Originalschauplätzen auf Hawaii und in West Point gedreht. Der Titel des Films bezieht sich auf einen Spazierweg in West Point, der entlang des Hudson Rivers führt.
Für John Eldredge war es die zweite Rolle in einem Kinofilm. Dick Powell und Ruby Keeler standen zu dieser Zeit mehrmals in Filmmusicals gemeinsam vor der Kamera. In einer kleinen Nebenrolle als Soldat ist Paul Fix zu sehen. Tyrone Power tritt in seinem dritten Film als Kadett auf.
Bobby Connolly, der Leiter des Tanzensembles, drehte die Hochzeitsszene auf dem bis dahin größten Set, dass von Warner Bros. gebaut wurde. Mehr als 400 professionelle Tänzer und Tänzerinnen traten bei dieser Szene auf.
Die Kostüme des Films stammen vom späteren dreifachen Oscargewinner Orry-Kelly. Als Regieassistent arbeitete Lew Borzage, Bruder des Regisseurs Frank Borzage.
1950 drehte Roy Del Ruth ein Remake des Films unter dem Titel The West Point Story mit James Cagney, Virginia Mayo und Doris Day.

## Soundtrack
Die Musicalsongs des Films wurden von Allie Wrubel komponiert, die Texte stammen von Mort Dixon. Es werden folgende Songs aufgeführt:
- Flirtation Walk – gesungen von Dick Powell und Ruby Keeler
- Mr. and Mrs. is the Name – gesungen von Dick Powell und Ruby Keeler
- No House, No Wife, No Mustache – gesungen von Dick Powell

Die Stücke I See Two Lovers, When Do We Eat? und Smoking in the Dark wurden aus der Endfassung geschnitten.

## Kritiken
Die Zeitschrift Variety bezeichnete den Film als „glanzvolle und amüsante Unterhaltung“, bei der die Musikstücke „logisch eingearbeitet“ sind.

## Auszeichnungen
1935 erhielt der Film zwei Oscarnominierungen als Bester Film und für den Besten Ton (Nathan Levinson).